# جسم وایبل-پالاد
اجسام وایبل-پالاد (به انگلیسی: Weibel–Palade bodies) ریزدانه‌های ذخیره‌سازی در درون سلول‌های لایه درون‌رگی هستند که سطح درونی رگ‌های خونی و قلب را می‌پوشانند. این اجسام کوچک محل نگهداری و ذخیره‌سازی دو مادهٔ مهم هستند: عامل فون ویلبراند و پی-سلکتین. بدین ترتیب اجسام وایبل-پالاد نقش دوگانه‌ای در خون‌ایستی و التهاب ایفا می‌کنند.

## ریشه‌شناسی
اجسام وایبل-پالاد نخستین بار توسط کالبدشناس سوئیسی ایوالد وایبل و فیزیولوژیست رومانیایی جرج امیل پالاده در سال ۱۹۶۴ میلادی توصیف شد. جرج امیل پالاده در سال ۱۹۷۴ میلادی بابت مشارکت‌هایش در درک نحوهٔ عملکرد اندامک‌ها در سلول برندهٔ جایزه نوبل فیزیولوژی و پزشکی شد.

## محتویات
دو مادهٔ مهم در درون اجسام وایبل-پالاد ذخیره می‌شوند. اولی عامل فون ویلبراند (vWF) است که یک پروتئین پیچیده‌است که نقش مهمی در انعقاد خون ایفا می‌کند. ذخیرهٔ پلی‌مرهای عامل فون ویلبراند، به این ساختارهای لیزوزومی تخصصی‌شده، شکلی دراز و کشیده و ظاهری مخطط در زیر میکروسکوپ الکترونی می‌دهد. ماده دوم، پی-سلکتین است که نقش مهمی در توانایی لایه درون‌رگی ملتهب در به‌کارگیری گلبول‌های سفید عبوری دارد و منجر به تراگذری این گلبول‌ها از جدار رگ و ورود آنها به محل آسیب‌دیده یا عفونت می‌شود.
علاوه بر دو مادهٔ فوق، اینترلوکین ۸، CCL26، اندوتلین، آنژیوپویتین، استئوپروتگرین، کوفاکتور پی‌سلکتین CD63/lamp3 و آلفا-۱٬۳-فوکوزیل‌ترانسفراز ۶ نیز در این اجسام ذخیره می‌شود.
اجسام وایبل-پالاد منبع اصلی عامل فون ویلبراند هستند و ریزدانه‌های آلفای پلاکت‌ها حاوی ذخیرهٔ اندکی از این ماده هستند.

## اهمیت بالینی
اهمیت اجسام وایبل-پالاد زمانی بیشتر مشخص می‌شود که ژن‌های عامل فون ویلبراند (vWF) دچار جهش می‌شوند. این موضوع یکی از دلایل شایع بروز بیماری فون‌ویلبراند است که میزان شیوع آن ۱٪ است و خونریزی‌های طولانی و متفاوت در بافت‌های جلدی-مخاطی ایجاد می‌کند. «بیماری فون‌ویلبراند نوع ۳» یک بیماری خونریزی‌دهندهٔ شدید مشابه هموفیلی نوع A یا B است. عامل فون ویلبراند در فرایند اولیهٔ خون‌ایستی شرکت دارد و وظیفه‌اش به‌کارگیری پلاکت‌ها در محل آسیب‌دیدگی است. این ماده همچنین در خون‌ایستی ثانویه نیز دخالت دارد و همچون یک شپرون برای فاکتور هشت انعقاد خون عمل می‌کند.